# Tiberio Claudio Severo Próculo
Tiberio Claudio Severo Próculo (en latín: Tiberius Claudius Severus Proculus; ca. 163-ca. 218) fue un senador romano que vivió a finales del siglo II y principios del siglo III y desarrolló su cursus honorum bajo los reinados de Cómodo, Pertinax, Didio Juliano, Septimio Severo, y Caracalla. Fue cónsul ordinario en el año 200 junto con Gayo Aufidio Victorino. A través de su madre, era nieto del emperador Marco Aurelio, pero jugó un papel limitado en la política dinástica.

## Familia
Severo Próculo era de origen noble, nacido en una familia rica y prominente en Pompeyópolis, una ciudad en la provincia romana de Galacia. Era hijo del  senador y filósofo peripatético, Gneo Claudio Severo, y su segunda esposa, la princesa Annia Aurelia Galeria Faustina, hija de Marco Aurelio. Tenía un medio hermano paterno llamado Marco Claudio Ummidio Cuadrato, del primer matrimonio de su padre, que fue adoptado por Marco Ummidio Cuadrato, cónsul en el año 167, sobrino de Marco Aurelio.
Su abuelo paterno, Cneo Claudio Severo Arábigo, fue también un filósofo y senador, y uno de los maestros de Marco Aurelio, quien después se hizo amigo. Sus abuelos maternos eran Marco Aurelio y Faustina la Menor. A través de su madre, Severo Próculo era pariente de la Dinastía Antonina y entre sus tíos maternos eran la emperatriz Lucila y el emperador Cómodo.

## Vida
Severo Próculo nació y se crio en Pompeyópolis. No se sabe si alguna vez siguió a la filosofía de su padre y abuelo.
Parece que Severo Próculo no participó en ninguna de las varias conspiraciones para matar o derrocar a Cómodo. En el momento en que su tío materno fue asesinado en diciembre de 192, Severo fue uno de los pocos parientes varones vivos de Cómodo, pero fue ignorado por completo como un sucesor potencial.
En 193, después de la muerte de Pertinax y Didio Juliano, Septimio Severo, finalmente, accedió al trono, fundando de la dinastía de los Severos. Durante su reinado (193-211), Severo Próculo sirvió como senador y en 200 se desempeñó como cónsul ordinario.
Después de eso, se casó con su adinerada prima materna, Plaucia Servilia, nieta de la hermana de Marco Aurelio, Annia Cornificia Faustina. Se establecieron en la gran propiedad de su esposa en Pisidia, donde se encontró una inscripción honorífica, fechada en 207, que atestigua su propiedad.
Alrededor de 201, la pareja tuvo una hija, Ania Aurelia Faustina, curiosamente sin el nombre de Severo. Parece que la nombró en honor a la familia de su madre, la gens Aurelia y la gens Annia, probablemente para honrar sus vínculos con la dinastía Nerva-Antonina. Parece que no tuvieron más hijos.
Alrededor de 216, Severo Proculo pudo haber hecho una alianza política con un senador que era miembro de los gens Pomponia y casó a su hija con Pomponio Basso. Más tarde, en 221, Ania se convertiría brevemente en la tercera esposa del emperador Heliogábalo (r. 218-222).